# Nirvana (Album)
Nirvana ist ein Best-of-Album der gleichnamigen US-amerikanischen Rockband Nirvana. Es wurde Ende Oktober 2002, mehr als acht Jahre nach Auflösung des Trios, über das Label Geffen Records veröffentlicht.

## Inhalt
Die auf dem Album enthaltenen Lieder sind zum Großteil zuvor veröffentlichte Singles aus den drei Studioalben Bleach (ein Song), Nevermind (vier Songs) und In Utero (vier Songs). Von dem 1993 aufgenommenen Live-Album MTV Unplugged In New York wurden drei Titel hinzugefügt (zwei Cover-Songs – einer von David Bowie und einer von Leadbelly – und ein Titel vom Album In Utero). Außerdem stammen je ein Track von der EP Blew und dem B-Seiten-Album Incesticide (Sliver allerdings war eine Single-A-Seite). Das einzig vorher unveröffentlichte Stück des Albums ist You Know You’re Right, es ist das letzte Stück, das Nirvana zusammen im Studio aufgenommen hatte, im Januar 1994.

## Titelliste
| #  | Titel                          | Länge | Original-Album            |
| -- | ------------------------------ | ----- | ------------------------- |
| 1  | You Know You’re Right          | 3:38  | zuvor unveröffentlicht    |
| 2  | About a Girl                   | 2:49  | Bleach                    |
| 3  | Been a Son                     | 2:23  | Blew                      |
| 4  | Sliver                         | 2:14  | Incesticide               |
| 5  | Smells Like Teen Spirit        | 5:01  | Nevermind                 |
| 6  | Come as You Are                | 3:39  | Nevermind                 |
| 7  | Lithium                        | 4:17  | Nevermind                 |
| 8  | In Bloom                       | 4:15  | Nevermind                 |
| 9  | Heart-Shaped Box               | 4:41  | In Utero                  |
| 10 | Pennyroyal Tea                 | 3:38  | In Utero                  |
| 11 | Rape Me                        | 2:51  | In Utero                  |
| 12 | Dumb                           | 2:34  | In Utero                  |
| 13 | All Apologies                  | 3:51  | MTV Unplugged in New York |
| 14 | The Man Who Sold the World     | 3:47  | MTV Unplugged in New York |
| 15 | Where Did You Sleep Last Night | 5:08  | MTV Unplugged in New York |

## Singleauskopplungen
| Jahr | Titel                 | Höchstplatzierung, Gesamtwochen, AuszeichnungChartsChartplatzierungen (Jahr, Titel, , Platzierungen, Wochen, Auszeichnungen, Anmerkungen) | Anmerkungen                           |
| Jahr | Titel                 | US | Anmerkungen                           |
| ---- | --------------------- | --- | ------------------------------------- |
| 2002 | You Know You’re Right | US45 (20 Wo.)US | Erstveröffentlichung: 8. Oktober 2002 |

## Rezensionen
| Professionelle Bewertungen | Professionelle Bewertungen |
| -------------------------- | -------------------------- |
| Kritiken                   |                            |
| Quelle                     | Bewertung                  |
| laut.de                    | [ 2 ]                      |
| Rolling Stone              | [ 3 ]                      |
| AllMusic                   | [ 4 ]                      |

Stefan Friedrich von laut.de bewertete das Album mit fünf von möglichen fünf Punkten. Das Best-of mache deutlich, dass Nirvana „eine Lücke hinterlassen“ haben, „die bislang niemand wirklich zu füllen vermochte.“ Auch der bisher unveröffentlichte Song You Know You’re Right entpuppe sich „nach mehrmaligem Hören durchaus als kleiner Hit.“

## Kommerzieller Erfolg

### Chartplatzierungen
Das Best-of-Album stieg in der 46. Kalenderwoche des Jahres 2002 auf Platz 5 in die deutschen Albumcharts ein, was zugleich auch die Höchstposition des Albums war. Insgesamt befand sich Nirvana 27 Wochen in den Top 100. In den US-amerikanischen Billboard 200 stieg das Album auf Rang 3 ein und platzierte sich 40 Wochen in den Charts. 2002 belegte das Album Rang 88 der deutschen Album-Jahrescharts und im Folgejahr Platz 96.
| ChartsChartplatzierungen       | Höchstplatzierung | Wochen |
| ------------------------------ | ----------------- | ------ |
| Deutschland (GfK)              | 5 (27 Wo.)        | 27     |
| Österreich (Ö3)                | 1 (34 Wo.)        | 34     |
| Schweiz (IFPI)                 | 2 (49 Wo.)        | 49     |
| Vereinigte Staaten (Billboard) | 3 (49 Wo.)        | 49     |
| Vereinigtes Königreich (OCC)   | 3 (147 Wo.)       | 147    |

| ChartsJahrescharts (2002)      | Platzierung |
| ------------------------------ | ----------- |
| Deutschland (GfK)              | 88          |
| Österreich (Ö3)                | 37          |
| Schweiz (IFPI)                 | 40          |
| Vereinigte Staaten (Billboard) | 183         |
| Vereinigtes Königreich (OCC)   | 34          |

| ChartsJahrescharts (2003)      | Platzierung |
| ------------------------------ | ----------- |
| Deutschland (GfK)              | 96          |
| Österreich (Ö3)                | 53          |
| Vereinigte Staaten (Billboard) | 88          |

| ChartsJahrescharts (2022)    | Platzierung |
| ---------------------------- | ----------- |
| Vereinigtes Königreich (OCC) | 100         |

| ChartsJahrescharts (2023)    | Platzierung |
| ---------------------------- | ----------- |
| Vereinigtes Königreich (OCC) | 85          |

| ChartsJahrescharts (2024)    | Platzierung |
| ---------------------------- | ----------- |
| Vereinigtes Königreich (OCC) | 67          |

### Auszeichnungen für Musikverkäufe
Weltweit hat sich das Best-Of etwa 8,2 Millionen Mal verkauft. In den USA wurde das Album für mehr als eine Million verkaufte Einheiten mit einer Platin-Schallplatte ausgezeichnet. In Europa verkaufte sich Nirvana mehr als zwei Millionen Mal und erreichte doppelten Platin-Status.

| Land/Region                  | Auszeichnungen für Musikverkäufe (Land/Region, Auszeichnung, Verkäufe) | Verkäufe    |
| ---------------------------- | ---------------------------------------------------------------------- | ----------- |
| Argentinien (CAPIF)          | Platin                                                                 | 60.000      |
| Australien (ARIA)            | 6× Platin                                                              | 420.000     |
| Belgien (BRMA)               | Platin                                                                 | 50.000      |
| Brasilien (PMB)              | Platin                                                                 | 125.000     |
| Dänemark (IFPI)              | Gold                                                                   | 25.000      |
| Deutschland (BVMI)           | 3× Gold                                                                | 450.000     |
| Europa (IFPI)                | 2× Platin                                                              | (2.000.000) |
| Finnland (IFPI)              | Gold                                                                   | 17.128      |
| Frankreich (SNEP)            | Gold                                                                   | 100.000     |
| Italien (FIMI)               | Platin                                                                 | 50.000      |
| Japan (RIAJ)                 | Platin                                                                 | 200.000     |
| Mexiko (AMPROFON)            | Gold                                                                   | 75.000      |
| Neuseeland (RMNZ)            | 3× Platin                                                              | 45.000      |
| Norwegen (IFPI)              | Platin                                                                 | 40.000      |
| Österreich (IFPI)            | Platin                                                                 | 40.000      |
| Polen (ZPAV)                 | Platin                                                                 | 20.000      |
| Schweden (IFPI)              | Gold                                                                   | 30.000      |
| Schweiz (IFPI)               | Platin                                                                 | 40.000      |
| Spanien (Promusicae)         | Gold                                                                   | 50.000      |
| Vereinigte Staaten (RIAA)    | Platin                                                                 | 2.400.000   |
| Vereinigtes Königreich (BPI) | 5× Platin                                                              | 1.500.000   |
| Insgesamt                    | 7× Gold · 27× Platin ·                                                 | 5.733.128   |

Hauptartikel: Nirvana/Auszeichnungen für Musikverkäufe